# Владимирский, Михаил Фёдорович
Михаи́л Фёдорович Влади́мирский (20 февраля (4 марта) 1874, Арзамас — 2 апреля 1951, Москва) — российский революционер, советский государственный и партийный деятель. 
В марте 1919 года исполнял обязанности Председателя ВЦИК — формального главы советского государства. С 1927 года бессменно почти четверть века, до конца своей жизни председатель Центральной ревизионной комиссии (ЦРК).
Член партии с 1895 г., член ЦК РКП(б) (1918—1919), кандидат в члены ЦК (1919—1920), член Оргбюро ЦК РКП(б) (1919), член Центральной контрольной комиссии ВКП(б) (1925—1927), член Президиума ЦКК (1926—1927), член Центральной ревизионной комиссии ВКП(б) (1927—1951). 
Депутат Верховного Совета СССР 3-го созыва (1950—1951).

## Биография

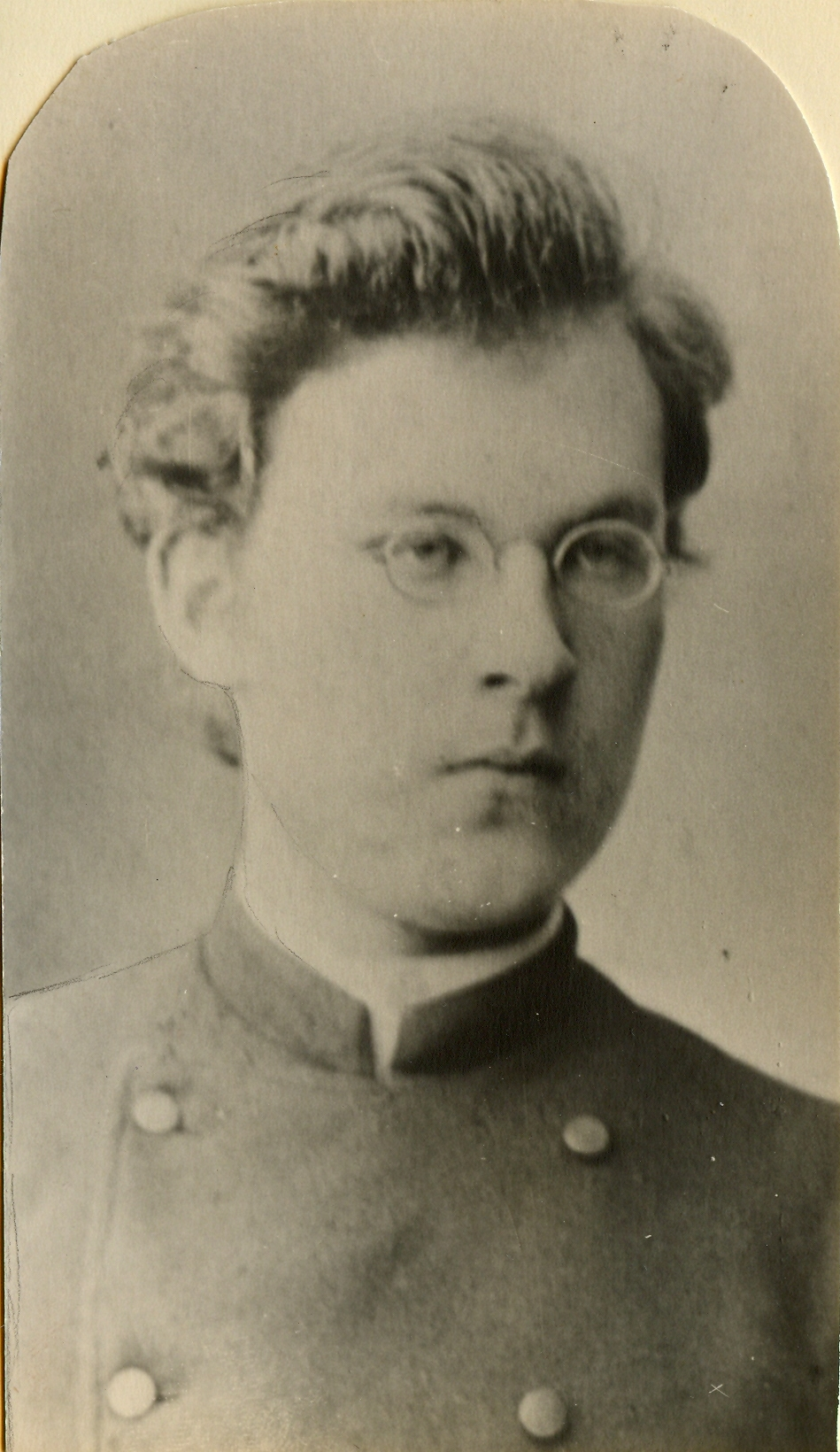
Михаил Владимирский в юности

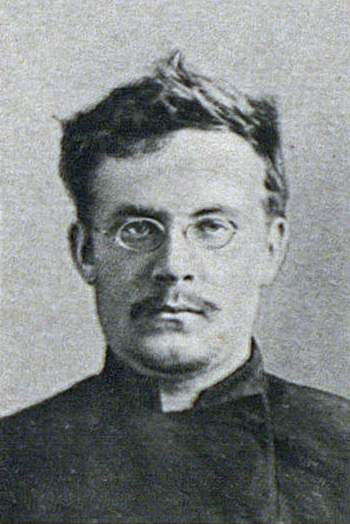
Михаил Владимирский в молодости

Сын священника, протоиерея Троицкой церкви в Арзамасе, депутата Второй государственной Думы от Нижегородской губернии Ф. И. Владимирского.
В 1894—1895 учился на медицинском факультете Томского, в 1895—1896 и 1898—1899 — Московского, в 1900—1901 — Гейдельбергского университетов, окончил в 1902 медицинский факультет Берлинского университета и в 1903 получил диплом Казанского университета.
С революционным движением и с марксизмом познакомился ещё в начале 1890-х в нижегородских марксистских кружках. C 1895, будучи студентом Московского университета, начал работать пропагандистом и организатором рабочих кружков. После арестов 1894 года и летних 1895 года почти всего руководящего состава «Рабочего союза» уцелевшие марксистские группы (Бонч-Бруевича, Величкиных, Колокольникова и др.) в конце 1895 года объединились вокруг марксистского кружка, руководимого М. Ф. Владимирским, они переименовали «Рабочий союз» в «Московский рабочий союз».
В 1896 за участие в создании Московского «Рабочего союза» арестован и выслан на родину. В 1898—1899 член Московского комитета РСДРП. Весной 1899 во время студенческих волнений снова был выслан из Москвы, а затем уехал в Швейцарию, где продолжил медицинское образование. Примкнул к группе «Освобождение труда» Плеханова. Сотрудничал в заграничной организации «Искры».
В 1903—1905 земский врач в Нижнем Новгороде, работал в нижегородской организации РСДРП. После II съезда РСДРП (1903) большевик. С осени 1905 — в Москве, член МК РСДРП, Московского Совета рабочих депутатов, активный участник Декабрьского вооружённого восстания в Москве.
В 1906 арестован, был выпущен под залог и, не дожидаясь суда, уехал во Францию. С 1907 в эмиграции, входил в парижскую группу большевиков, в Комитет заграничных организаций.
После Февральской революции 1917 вернулся (июль) в Петроград, направлен ЦК РСДРП(б) в Москву. С июля член Исполнительного бюро МК РСДРП(б). Назначен в состав «партийной пятёрки» по руководству Октябрьским вооружённым восстанием.
- Участник Октябрьской революции 1917 года, член Московского ВРК, затем член президиума Моссовета.

С ноября 1917 по март 1918 возглавлял Совет районных дум Москвы (высший исполнительный орган города).
- В 1918—1921 — член Президиума ВЦИК. С 16 по 30 марта 1919 после смерти Я. М. Свердлова исполнял обязанности Председателя ВЦИК. Член Оргбюро ЦК (январь — март 1919). С апреля 1919 — заместитель наркома внутренних дел РСФСР.
- С 1922 года на Украине. В 1922—1924 заместитель Председателя СНК и председатель Госплана УССР. В 1924—1925 — секретарь ЦК КП(б) Украины. В 1925—1926 — председатель ЦКК КП(б)У и нарком РКИ Украины.
- В 1926—1927 заместитель председателя Госплана СССР. С 1927 — председатель Союза союзов сельскохозяйственной кооперации.
- В 1927 году на XV съезде ВКП(б) М. Ф. Владимирского избрали председателем Центральной ревизионной комиссии ВКП(б). На этом ответственном посту он оставался бессменно почти четверть века, до самого конца своей жизни.
- В 1930—1934 по совместительству народный комиссар здравоохранения РСФСР.
- 26 января—10 февраля 1934 года делегат XVII съезда ВКП(б) с решающим голосом[4].
- С 1934 года полностью переходит на партийную работу. Сотрудник аппарата МК ВКП(б), ЦК ВКП(б), председатель Центральной ревизионной комиссии ВКП(б).

После смерти в 1951 г. был кремирован, прах помещён в урне в Кремлёвской стене на Красной площади в Москве.

## Семья
- жена - Лидия Сергеевна
- Сын - Николай Владимирский (1905
- Сын - Сергей Владимирский
- Дочь — Евдокия Владимирская, в замужестве Рютина (1895—1947) — замужем за большевиком и оппозиционером М. Н. Рютиным, арестована как ЧСИР, умерла в 1947 году в лагере в Казахстане.
  - Внук — Василий Мартемьянович Рютин (1.01.1910, с. Шивера, Балаганский район, Иркутская губерния — 20.09.1938, Лефортовская тюрьма, Москва) — инженер в конструкторском бюро ЦАГИ, расстрелян по приговору ВКВС СССР, захоронен на «Коммунарке». Реабилитирован 30 мая 1956 г. ВК ВС СССР.[5] Жена – Наталья Александровна Шишкова, внучка священника Ф.И.Владимирского. Их дети – Артем и Татьяна.
  - Внук — Виссарион Мартемьянович Рютин (1913 г., с. Шивера, Балаганский р-н, Иркутская губ. — 27.12.1937, Рудник Воркута, Коми АССР) — заключённый Ухтпечлага, расстрелян по приговору тройки при УНКВД Архангельской области[5].
  - Внучка — Любовь Мартемьяновна Рютина — прошла сталинские лагеря, вышла на свободу в сер. 1950-х гг.[6], дважды ходайствовала в 1956 и 1958 о реабилитации отца, но ей было отказано.  Рютина реабилитировали и восстановили в партии в 1988 году.

## Награды
- 2 ордена Ленина (06.11.1945; 01.04.1946)

## Память
Имя было присвоено Московскому областному научно-исследовательскому клиническому институту.